# 塔爾博特 (密歇根州)
塔爾博特（英語：Talbot）是位於美國密歇根州梅諾米尼縣達蓋特鎮區的一個非建制地區。

## 歷史
塔爾博特的郵局於1903年或1905年開設，其後於1955年停運。此地得名自佐治亞州第三十任州長馬修·塔爾博特。

## 地理
塔爾博特所處的海拔為高於海平面222米（即728英呎），而該地所採用的時區為UTC-6，即北美中部時區（CST）。同時該地設有夏令時間，為UTC-6調快一小時，即UTC-5（CDT）。